# Lac Duparquet
Pour les articles homonymes, voir Duparquet.
Agotawekami Sagahigan
Le lac Duparquet ou Agotawekami Sagahigan est un lac de 50 km2, situé au nord de Rouyn-Noranda, dans la ville de Duparquet, dans la municipalité régionale de comté de l'Abitibi-Ouest, dans la région administrative de l'Abitibi-Témiscamingue, au Québec, au Canada.

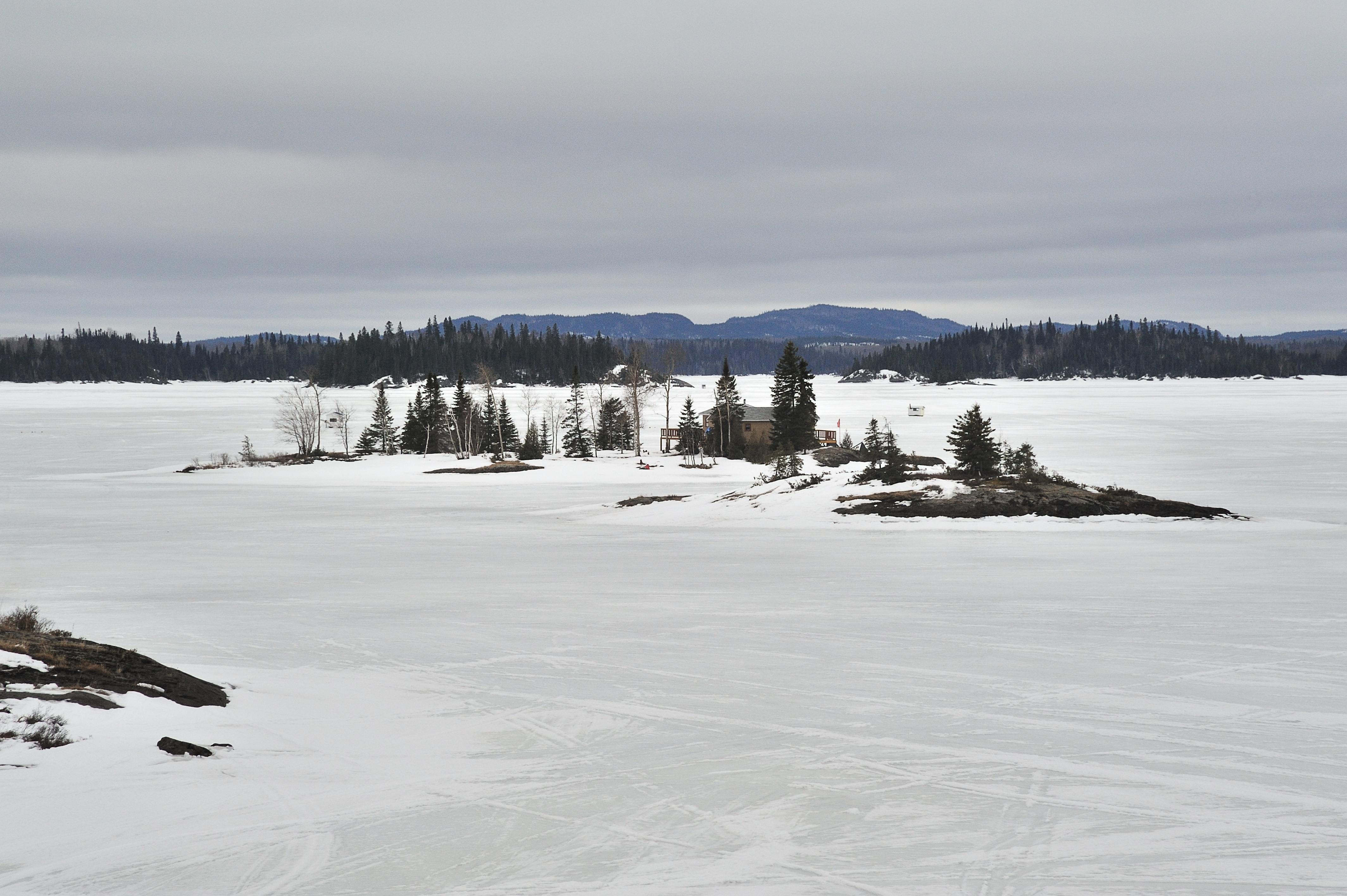
Une île parmi d'autres du lac Duparquet

La municipalité de Duparquet est établie sur ses berges.

## Géographie
Le lac Duparquet est alimenté par : rivière Lanaudière, rivière D'Alembert, ruisseau Gauthier, rivière Kanasuta (qui draine les eaux du lac Dasserat), rivière Mouilleuse, ruisseau Saint-Pierre, ruisseau Fabie, rivière Magusi et la décharge du lac Hébécourt.
Le lac Duparquet est un plan d'eau épousant la forme d'un V pointé vers l'est. Les principales îles de ce lac sont : Moukmouk, Nisha, Demil, Stoughton, Sangster, Dry Bone et Beattie. Parmi les 135 îles que compte le lac, la plus grande est l'île Moukmouk, à l'origine d'une expression populaire au Québec pour parler du "bout du monde". Trois îles de ce lac sont des réserves écologiques où poussent les plus vieux arbres du Québec.
La rivière Duparquet draine les eaux du lac Duparquet dont l'embouchure est situé à 6,9 km à l'ouest du village de Duparquet, dans la partie nord du lac, soit près du pont de la route 388 dans le territoire de Duparquet. La rivière Duparquet coule vers le nord pour aller se déverser dans le lac Abitibi. Les eaux du lac Abitibi se déchargent vers le nord par la rivière Abitibi, puis la rivière Moose (Ontario) qui se déverse à Longue-Pointe dans la baie James.

## Flore
Des thuyas vieux de plus de 500 ans, dont un de presque 1000 ans, poussent sur les îles du lac, dont trois ont été transformés en réserve écologique. Des conditions sèches ont contribué à une croissance lente et dense, les protégeant ainsi des insectes, des maladies, des champignons et des castors qui préfèrent du bois plus mou. L'isolement sur les îles a pour sa part assuré de protéger les arbres des feux de forêt.

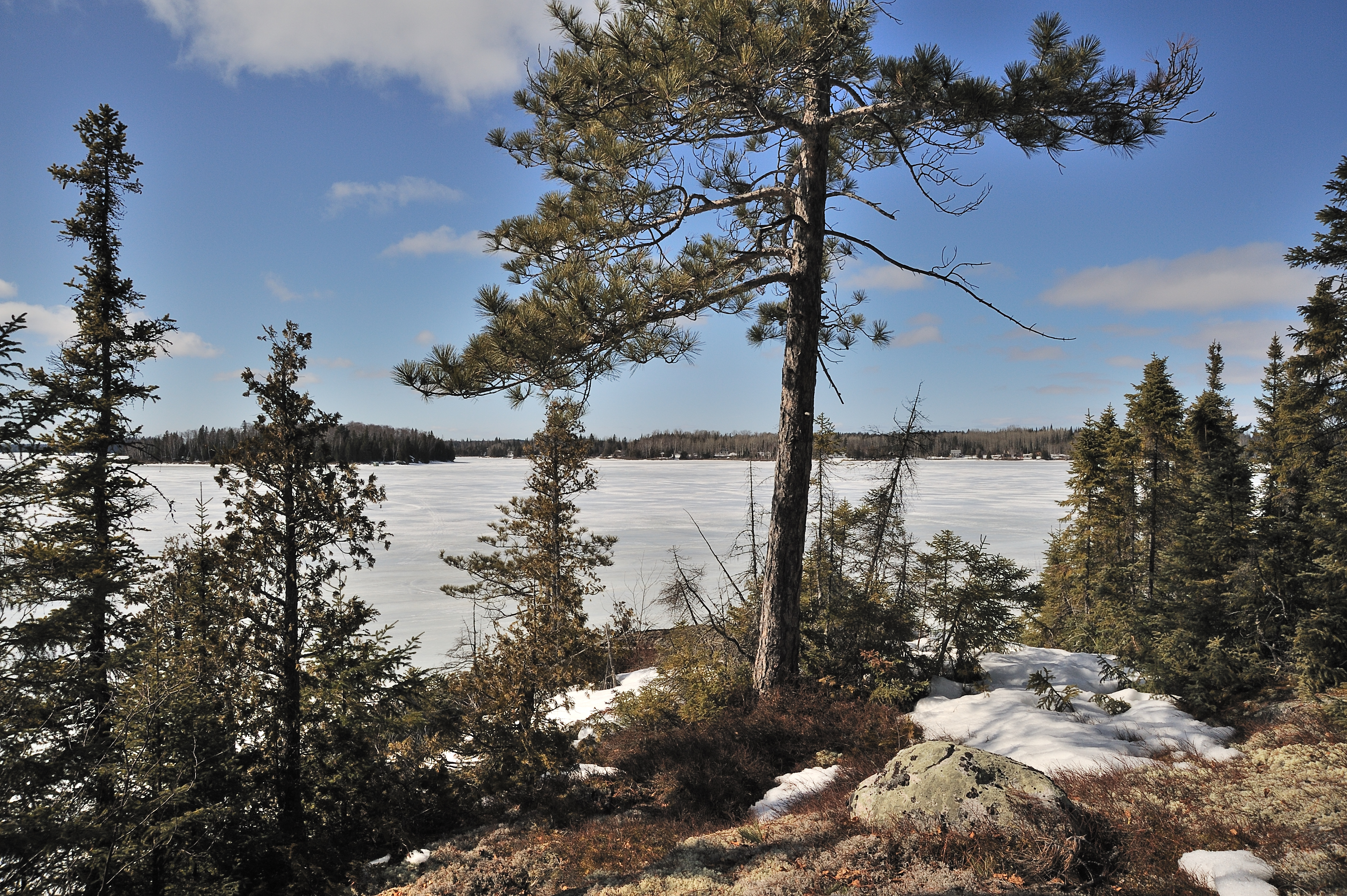
Une des nombreuses îles du lac Duparquet

## Histoire
Le lac Duparquet a longtemps été un passage très fréquenté par les Anicinabek entre la rivière des Outaouais et le lac Abitibi. Le Chevalier de Troyes (1645 -1688), capitaine de la marine française, aurait emprunté ce chemin pour aller chasser les Britanniques des rives de la baie d'Hudson par l'accès aux rivières des Outaouais, Kanasuta, Duparquet, Abitibi, Moose et Monsoni ou Hayes, située au Manitoba en 1686 durant la guerre de la ligue d'Augsbourg (1686-1697). 
La découverte, en 1912, d'une riche veine aurifère, par un prospecteur du nom de Beattie qui allait donner son nom à la société minière Beattie Gold Mine, amena la création de la ville de Duparquet en 1933.

## Activités économiques
Sur la rive ouest du lac, on retrouve la Forêt d’enseignement et de recherche du lac Duparquet (FERLD). Cette forêt de 8 045 hectares est gérée par l’Université du Québec à Montréal et l’Université du Québec en Abitibi-Témiscamingue et les représentants de deux compagnies forestières, Tembec et les Industries Norbord (Nexfor). Environ 75 % du territoire est consacré au développement, à l’application et à la démonstration de l’aménagement écosystémique de la forêt boréale mixte tandis que 25 % du territoire, comprenant des forêts issues d’une douzaine de feux différents qui ont eu lieu entre 1760 et 1944, sert comme cadre de référence naturel (benchmark) pour les fins d’évaluation et de surveillance écologiques.

## Toponymie
Le lac est d'abord connu sous le nom de lac Agotawekami, qui signifie là où l'on tend des collets ou lac suspendu en anicinapemowin. Ce toponyme apparaît sur la première carte de la région de l'Abitibi de 1907. Le toponyme Lac Duparquet apparaît pour la première fois sur une carte de 1924. Ce nom a été attribué en fonction du canton dans lequel le lac est situé. Le nom honore la mémoire d'un capitaine de grenadiers au régiment de la Sarre, lequel faisait partie de l'armée du général Montcalm. Commandant de bataillon, Duparquet fut blessé le 28 avril 1760, lors d'une attaque des troupes de Lévis contre les Britanniques qui occupaient Québec. L'endroit a porté les noms successifs d'Agotawekami et Lac-à-l'Os-Sec.